# Brassia brachypus
Brassia brachypus är en orkidéart som beskrevs av Heinrich Gustav Reichenbach. Brassia brachypus ingår i släktet Brassia och familjen orkidéer. Inga underarter finns listade i Catalogue of Life.